# A Klase 1954
L'edizione 1954 del A Klase fu la decima come campionato della Repubblica Socialista Sovietica Lituana; il campionato fu vinto dall'Inkaras Kaunas, giunto al suo 3º titolo.

## Formula
Fu confermata la formula della precedente edizione: la retrocessa Audiniai Kaunas fu sostituita dalla neopromossa formazione riserve dello Spartakas Vilnius, mentre il KN Vilnius fu ripescato al posto del rinunciatario Spartakas Plunge.
Le 12 formazioni si incontrarono in gironi di andata e ritorno, per un totale di 22 incontri per squadra. Le squadre classificate agli ultimi due posti retrocedevano. Anche in questo caso il KN Vilnius disputò solo il girone d'andata, mentre la Dinamo Vilnius si ritirò dopo una sola partita, quindi di fatto non vi furono retrocessioni.

## Classifica finale
|                        | Pos. | Squadra                  | Pt | G  | V  | N | P  | GF | GS | DR  |
| ---------------------- | ---- | ------------------------ | -- | -- | -- | - | -- | -- | -- | --- |
| RSS Lituana (bandiera) | 1.   | Inkaras Kaunas           | 35 | 19 | 17 | 1 | 1  | 44 | 18 | +26 |
|                        | 2.   | Lima Kaunas              | 25 | 19 | 12 | 1 | 6  | 27 | 26 | +1  |
|                        | 3.   | Elnias Šiauliai          | 23 | 19 | 11 | 1 | 7  | 57 | 28 | +1  |
|                        | 4.   | Raudonasis spalis Kaunas | 23 | 20 | 10 | 3 | 7  | 35 | 33 | +2  |
|                        | 5.   | KPI Kaunas               | 22 | 19 | 8  | 6 | 5  | 32 | 26 | +6  |
|                        | 6.   | Spartak-2 Vilnius        | 18 | 19 | 7  | 4 | 8  | 39 | 32 | +7  |
|                        | 7.   | JJPF Kaunas              | 14 | 19 | 5  | 4 | 10 | 28 | 38 | -10 |
|                        | 8.   | Trinyčiai Klaipėda       | 12 | 19 | 5  | 2 | 12 | 26 | 41 | -15 |
|                        | 9.   | Elfa Vilnius             | 12 | 19 | 4  | 4 | 11 | 24 | 46 | -22 |
|                        | 10.  | KN Vilnius               | 11 | 11 | 4  | 3 | 4  | 13 | 11 | +2  |
|                        | 11.  | Gubernija Šiauliai       | 7  | 19 | 2  | 3 | 14 | 18 | 44 | -26 |
|                        | -    | Dinamo Vilnius           | -  |    |    |   |    |    |    |     |